# محله هوایی لدگداله
محله هوایی لدگداله (به انگلیسی: Ledgedale Airpark) یک فرودگاه همگانی بهره‌برداری هوایی است که یک باند فرود آسفالت دارد و طول باند آن ۱۲۸۱ متر است. این فرودگاه در کشور ایالات متحده آمریکا قرار دارد و در ارتفاع ۲۰۳ متری از سطح دریا واقع شده است.